# Rideau d'air
 (mai 2022).
Si vous disposez d'ouvrages ou d'articles de référence ou si vous connaissez des sites web de qualité traitant du thème abordé ici, merci de compléter l'article en donnant les références utiles à sa vérifiabilité et en les liant à la section « Notes et références ».

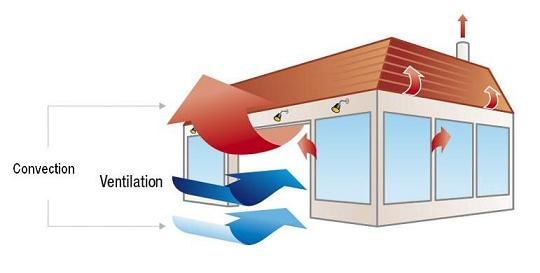
Phénomènes : Convection et ventilation

Un rideau d’air est un système créant un flux laminaire d’air et formant ainsi une barrière entre deux pièces ou entre l’intérieur et l’extérieur d'un bâtiment.
Lors de l'ouverture d'une porte, deux phénomènes se produisent : la convection et la ventilation. Ces deux phénomènes sont responsables de la dégradation du confort intérieur d'un bâtiment ainsi que la surconsommation des équipements de chauffage ou de refroidissement. Afin de combattre ces phénomènes, il est important de créer une véritable séparation climatique.

## Description

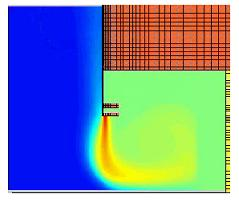
Séparation climatique efficace.

L’objectif des rideaux d’air est de créer une séparation climatique en réchauffant les courants d’air entrant et en réduisant les pertes d’énergies vers l’extérieur. Un confort optimal est obtenu, même lorsque les portes restent ouvertes en permanence. La séparation climatique fonctionne hiver comme été permettant de garder l'air climatisé en permanence à l'intérieur du bâtiment.
Le rideau d’air doit être installé le plus près possible de l’aplomb de l’ouverture pour éviter les infiltrations d’air extérieur. Il doit couvrir toute la largeur de l’ouverture, de plus, il est important de respecter la hauteur de soufflage préconisée par le constructeur.

## Régulation
Afin d'obtenir une séparation climatique efficace, il est conseillé d'utiliser une régulation automatique qui gère indépendamment les débits soufflés et les puissances de chauffage.
De nombreux accessoires peuvent accompagner cette régulation :
- contacteur de porte
- horloge
- sonde extérieure
- sonde intérieure

Les rideaux d'air peuvent également être liés à une gestion technique de bâtiment.

## Utilisation en chambre froide
Un rideau d'air peut être utilisé pour assurer la séparation entre un entrepôt et un tunnel de congélation.